# Romane Frécon-Demouge
Romane Frécon-Demouge (* 16. März 1993 in Besançon) ist eine französische Handballspielerin auf der Rechtsaußen-Position. In der Variante Beachhandball ist sie französische Nationalspielerin.
Frécon-Demouge entstammt einer französischen Handballfamilie. Schon die Großeltern und Eltern waren erfolgreiche Handballspieler und -trainer. Die Mutter Joëlle Demouge wurde 1988 französische Meisterin unter ihrem eigenen Vater, Romane Frécon-Demouges Großvater, Michel Demouge als Trainer. Die Schwester Alizée Frécon ist französische Nationalspielern.

## Hallenhandball
Frécon-Demouge begann ihre Karriere im Leistungsbereich im Heimatverein ihrer Familie, dem ES Besançon in der Saison 2009/10 in der zweiten französischen Liga. In der Saison darauf wechselte sie zu Le Havre AC Handball (AHC Handball) in die erste Französische Liga und debütierte sowohl dort, wie sie auch für die zweite Mannschaft in der dritten Liga spielte. Nach fünf Jahren und 35 Spielen sowie fünf Relegationsspielen wechselte sie in die zweite Liga zum Bourg-de-Péage Drôme Handball. Nach zwei Jahren stieg sie mit Bourg-de-Péage in die erste Liga auf, wo sie mit dem Verein zwei Jahre lang gegen den Abstieg spielte. Im Anschluss spielte sie erneut eine Saison in der zweiten Liga für Le Havre, die Saison wurde aufgrund der COVID-19-Pandemie jedoch nicht beendet. Seit 2020 spielt Frécon-Demouge wieder für Saint-Amand Handball in der ersten Liga Frankreichs. Bis 2020 bestritt sie 76 Erstligaspiele, drei Playoff-Spiele, 21 Relegationsspiele zwischen der ersten und zweiten Liga, 52 Zweit- und 36 Drittligaspiele.
Während ihrer Zeit in Le Havre spielte Frécon-Demouge in vier Spielzeiten in verschiedenen Europapokal-Wettbewerben. 2010/11 erreichte sie das Achtelfinale im EHF-Pokal und schied dort gegen FC Midtjylland Håndbold aus, ein Jahr später gewann sie mit ihrem Verein den EHF Challenge Cup gegen Muratpaşa Belediyesi SK aus der Türkei, wobei sie im Finalrückspiel vor heimischer Kulisse zum Einsatz kam. 2012/13 spielte sie mit AHC erneut im EHF-Pokal und schied im Achtelfinale erneut gegen eine norwegische Mannschaft, dieses Mal Tertnes IL, aus. 2014/15 nahm Frécon-Demouge mit Le Havre noch einmal am Challenge Cup teil und erreichte dort das Halbfinale, wo man dem späteren Sieger Union Mios Biganos-Bègles bei einem innerfranzösischen Duell unterlag.

## Beachhandball
Frankreich nahm zwar an der zweiten und dritten Auflage der Beachhandball-Europameisterschaft teil, zog sich danach aber für mehr als zehn Jahre aus dem Sport zurück. Erst 2017 traten die Bleus zum dritten Mal bei einer EM an. So ist es nicht verwunderlich, dass Frécon-Demouge erst relativ spät zum Beachhandball kam. 2016 gehörte sie zu den ersten berufenen Spielerinnen für den Neuaufbau des Nationalteams.

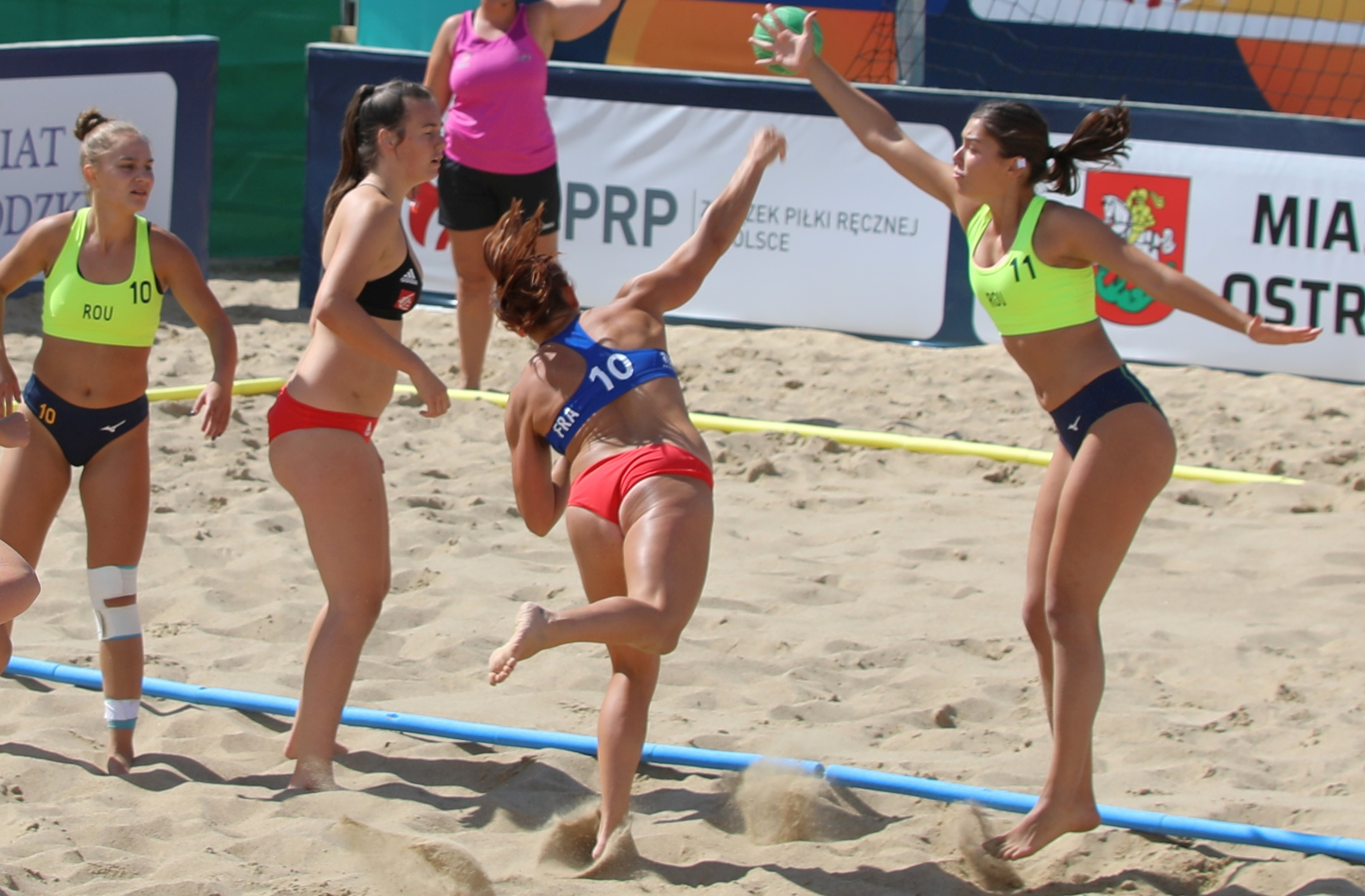
Frécon-Demouge beim Torwurf in ihrem ersten Turnierspiel gegen Rumänien bei der EM 2019; die Rumäninnen Claudia Marina Condurache (#10) und Andreea Maria Chiciroiu (#11) können wie die Französin Lalie Brouillet nur noch zusehen.

Ihr erstes Turnier für die französische A-Nationalmannschaft bestritt Frécon-Demouge als Specialist bei den Europameisterschaften 2019 in Stare Jabłonki, Polen. Frankreich startete mit einer knappen Niederlage gegen die Portugiesinnen in das Turnier. Das zweite Spiel gegen Zypern gewann Frankreich überlegen. Gegen die Titel-Mitfavoritinnen aus Ungarn gab es im dritten Spiel eine sehr knappe Niederlage. Auch das vierte Vorrundenspiel ihrer Gruppe verloren die Französinnen gegen Polen, wenn auch überaus knapp, mit je einem Punkt Rückstand in den beiden Durchgängen. Als Vorletzte ihrer Gruppe zogen die Französinnen in die Trostrunde ein. Hier konnten sie ihre drei Spiele gegen Russland knapp und gegen Rumänien und Slowenien deutlich gewinnen. Gegen Rumänien bestritt Frécon-Demouge nach fünf Spielen ohne Einsatz ihr erstes Spiel des Turniers und wurde ab da in allen weiteren fünf Spielen eingesetzt. Bei den Platzierungsspielen verloren die Französinnen gegen die Gastgeberinnen aus Polen im Shootout. Das nächste Spiel gegen die Schweiz wurde im Shootout gewonnen. Auch das letzte Platzierungsspiel wurde gegen Italien klar gewonnen und Frankreich schloss das Turnier als 13. von 20 Mannschaften ab. Frécon-Demouge erzielte in ihren fünf Spielen 20 Punkte.

## Einzelbelege
1. ↑  (Hand) Première victoire des Amandinoises face à Plan de Cuques (25-21). In: Va-Infos.fr. 10. Oktober 2020, abgerufen am 17. März 2021 (französisch).
2. ↑  Handball (Ligue féminine) : Romane Frécon-Demouge, le hand aussi fort que les liens du sang. 13. November 2020, abgerufen am 17. März 2021 (französisch).
3. ↑  Handzone - France La France se lance dans le Beach Handball ! lundi 27 juin 2016 : Stats et infos. Abgerufen am 8. April 2021 (französisch).
4. ↑  Lancement de l’Euro 2019 de Beach Handball en Pologne. 2. Juli 2019, abgerufen am 5. Januar 2021 (französisch).
5. ↑  European Handball Federation - 2019 Women's ECh Beach Handball / Final Tournament. Abgerufen am 18. November 2020 (englisch).

| Personendaten    | Personendaten                                     |
| ---------------- | ------------------------------------------------- |
| NAME             | Frécon-Demouge, Romane                            |
| ALTERNATIVNAMEN  | Frécon, Romane                                    |
| KURZBESCHREIBUNG | französische Handball- und Beachhandballspielerin |
| GEBURTSDATUM     | 16. März 1993                                     |
| GEBURTSORT       | Besançon                                          |